# 田尻 (市川市)
田尻（たじり）は、千葉県市川市の地名。現行行政地名は田尻一丁目から田尻五丁目と田尻（丁目なし）。郵便番号272-0014。

## 地理
市川市東南部に位置し、北で鬼高、東で船橋市本中山、南東で高谷、南で江戸川を跨いで妙典、同じく江戸川に架かる新行徳橋上の一点で河原、西で稲荷木と接する。また南西の江戸川沿いに飛地を持ち、北で高谷、南東で高谷新町、南で上妙典、江戸川上の一点の南西で下妙典、江戸川を跨いだ西で妙典に隣接する。
かつては工場地帯だったが、現在ではマンションが増加し住宅地となっている。東側で接している船橋市には最寄駅である東京地下鉄（東京メトロ）東西線の原木中山駅が置かれており、住民が生活する中では、船橋市側との関わりが強い。現在では、東京外環自動車道から、原木インターチェンジまで、田尻を横断する都市計画道路が造られている。マンションを造る際にも道路を邪魔しない位置に造設されている。市川市立第六中学校や信篤小学校の児童生徒数が増えすぎたため、市川市では2004年にマンション規制を敷いた。学校に余裕がなく、田尻に学校が無いため、通学に不便なことなどが問題になっている。

### 地価
住宅地の地価は、2014年（平成26年）1月1日の公示地価によれば、田尻4-12-10の地点で19万円/m2となっている。

## 歴史

### 地名の由来
「田圃に四方を囲まれた村」ということから来ている。

## 世帯数と人口
2017年（平成29年）9月30日現在の世帯数と人口は以下の通りである。
| 丁目       | 世帯数    | 人口     |
| ---------- | --------- | -------- |
| 田尻一丁目 | 276世帯   | 731人    |
| 田尻二丁目 | 308世帯   | 550人    |
| 田尻三丁目 | 1,609世帯 | 3,540人  |
| 田尻四丁目 | 1,818世帯 | 3,392人  |
| 田尻五丁目 | 1,375世帯 | 2,737人  |
| 計         | 5,386世帯 | 10,950人 |

## 小・中学校の学区
市立小・中学校に通う場合、学区は以下の通りとなる。
| 丁目・町丁 | 番地           | 小学校               | 中学校             |
| ---------- | -------------- | -------------------- | ------------------ |
| 田尻一丁目 | 全域           | 市川市立稲荷木小学校 | 市川市立第六中学校 |
| 田尻二丁目 | 1～5番 9～16番 | 市川市立稲荷木小学校 | 市川市立第六中学校 |
| 田尻二丁目 | 6～8番         | 市川市立信篤小学校   | 市川市立高谷中学校 |
| 田尻三丁目 | 全域           | 市川市立信篤小学校   | 市川市立高谷中学校 |
| 田尻四丁目 | 全域           | 市川市立信篤小学校   | 市川市立高谷中学校 |
| 田尻五丁目 | 1～4番 6番     | 市川市立稲荷木小学校 | 市川市立第六中学校 |
| 田尻五丁目 | 5番 7～25番    | 市川市立信篤小学校   | 市川市立高谷中学校 |
| 田尻       | 918～1028番地  | 市川市立信篤小学校   | 市川市立高谷中学校 |

## 交通

### 鉄道
町域内を東京メトロ東西線が通るが、駅は設置されていない。原木中山駅が最寄り駅となる。

### バス
京成トランジットバス原木線が走っているが、本数が少ない。

### 道路
- 東京外環自動車道
- 京葉道路 - 京葉市川インターチェンジが置かれている。
- 国道298号
- 千葉県道6号市川浦安線
- 千葉県道179号船橋行徳線

## 施設
- 市川市クリーンセンター
- 原木中山ゴルフセンター
- セブンイレブン原木中山店
- ヤオコー市川田尻店
- ローソンLTF市川田尻二丁目店